# Hippolyte de Charpin-Feugerolles
Hippolyte André Suzanne de Charpin-Feugerolles, né à Lyon le 11 septembre 1816 et mort à Le Chambon-Feugerolles le 9 mars 1894) est un homme politique français.

## Biographie

### Famille
Hippolyte de Charpin-Feugerolles,  né à Lyon le 11 septembre 1816 et mort à Le Chambon-Feugerolles le 9 mars 1894) appartient à une famille de la noblesse française. Il est le fils d'André-Camille de Charpin-Feugerolles, chef d'escadron sous le premier Empire et de Pauline Adélaïde de Perthuis.
Il épouse en premières noces, le 28 octobre 1845, Marie Aimée Pauline de Nettancourt-Vaubécourt (1824-1860), fille de Jacques Marie Claude de Nettancourt-Vaubécourt et de Pauline Ernestine de Beauffort dont cinq enfants, il épouse en secondes noces Amandine Marie Sophie Guignard de Saint-Priest (1828-1883), fille d'Alexis Guignard comte de Saint-Priest et d'Antoinette Marie Henriette de La Guiche, dont un enfant.

### Carrière politique

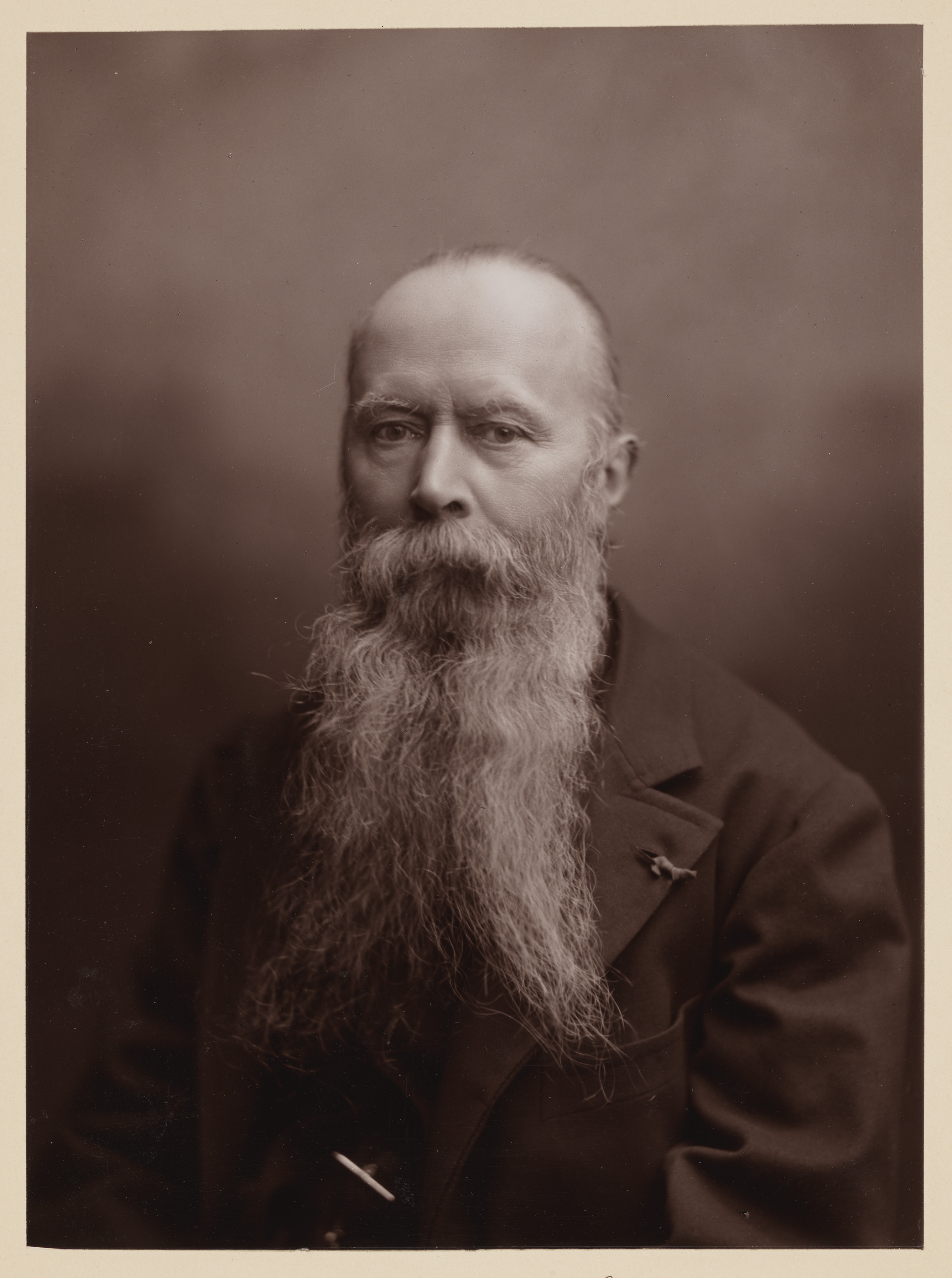
Hippolyte de Charpin-Feugerolles dans un album de l'Académie des sciences, belles-lettres et arts de Lyon

En 1857, il est élu député de la 2e circonscription la Loire  par 12 489 voix sur 18 392 votants (26 373 inscrits), il est alors le candidat du gouvernement impérial. En 1863 il est candidat à sa réélection mais est battu par Pierre-Frederic Dorian. Il prend sa revanche lors des élections qui suivent, en 1864, pour le Conseil général où il bat P.F. Dorian. En 1869 il est à nouveau candidat mais dans la 1re circonscription et il est élu, contre M. Bertholon, candidat de l'opposition. Son mandat prend fin avec la fin de l'empire, le 4 septembre 1870,.
Il fut maire de Chazeau.

## Décorations
- Chevalier de la Légion d'honneur (décret du 7 novembre 1861)[4].
- Chevalier de l'Ordre de Saint-Jean de Jérusalem (1838)

## Divers
- Membre de la Société de l'histoire de France de 1863 à sa mort. Le 6 juin 1887.
- Élu membre de l'Académie des sciences, belles-lettres et arts de Lyon à la section Lettres. Il en est le président en 1891[2].